# JS Saint-Pierroise
Jeunesse Sportive Saint-Pierroise w skrócie JS Saint-Pierroise – reunioński klub piłkarski grający w reuniońskiej pierwszej lidze, mający siedzibę w mieście Saint-Pierre.

## Sukcesy
- I liga[1]:
  - mistrzostwo (21): 1956, 1957, 1959, 1960, 1961, 1971, 1972, 1973, 1975, 1976, 1978, 1989, 1990, 1993, 1994, 2008, 2015, 2017, 2017, 2018, 2019.

- Puchar Reunionu[2]:
  - zwycięstwo (11): 1959, 1962, 1971, 1980, 1984, 1989, 1992, 1993, 1994, 2018, 2019.

## Występy w afrykańskich pucharach
| Sezon | Rozgrywki       | Runda   | Kraj       | Klub                       | Dom | Wyjazd | Dwumecz |
| ----- | --------------- | ------- | ---------- | -------------------------- | --- | ------ | ------- |
| 1994  | Puchar Mistrzów | wstępna | Eswatini   | Mbabane Swallows FC        | 4–0 | 2–2    | 6–2     |
| 1994  | Puchar Mistrzów | 1       | Mozambik   | CD Costa do Sol            | 3–2 | 0–2    | 3–4     |
| 1995  | Puchar Mistrzów | 1       | Lesotho    | Lesotho Defence Force FC   | 4–0 | 2–2    | 6–2     |
| 1995  | Puchar Mistrzów | 2       | Egipt      | Ismaily SC                 | 1–3 | 0–5    | 1–8     |
| 1997  | Liga Mistrzów   | 1       | Mauritius  | Sunrise Flacq United SC    | 3–0 | 0–1    | 3–1     |
| 1997  | Liga Mistrzów   | 2       | Tunezja    | Club Africain              | 0–5 | 1–6    | 1–11    |
| 2002  | Puchar CAF      | 1       | Madagaskar | AS Adema                   | 2–1 | 0–1    | 2–2     |
| 2007  | Liga Mistrzów   | wstępna | Mozambik   | Grupo Desportivo de Maputo | –   | –      | –       |

## Stadion
Domowe mecze klub rozgrywa na stadionie o nazwie Stade Michel Volnay w Saint-Pierre. Stadion może pomieścić 8000 widzów.